# Olympique de Béja
O Olympique de Béja é um clube de futebol tunisiano com sede em Béja. A equipe compete no Campeonato Tunisiano de Futebol.

## História
O clube foi fundado em 1929.